# 温州教育
温州市是浙江省的教育大市。2011年温州有各级各类学校3047所，在校生153.6万人，教职工11.6万人，教育人口占全省近五分之一。

## 基础教育
截止2010年，温州小学、初中、普通高中的数量分别为706所、344所、130所。小学入学率为99.99%，初中入学率为99.66%，初中毕业生升学率为95.82%。

## 高等教育
- 溫州大學
- 温州医学院
- 温州肯恩大学
- 温州职业技术学院
- 温州科技职业学院
- 浙江工贸职业技术学院
- 浙江东方职业技术学院
- 温州医学院仁濟學院
- 溫州大學甌江學院
- 溫州市工人業餘大學